# Paul Styger
Paul Styger (ur. 27 września 1887 w Schwyz, zm. 14 maja 1939 w Lucernie) – szwajcarski historyk sztuki, duchowny katolicki, profesor Uniwersytetu Warszawskiego i członek Towarzystwa Naukowego Warszawskiego.

## Przebieg pracy naukowej
Był synem Martina (urzędnika władz kantonalnych) i Wereny z domu Hoefliger. Uczęszczał do szkoły elementarnej (1894-1901) i Collegio Maria-Hilf (1901-1906) w Schwyz. filozofię i teologię studiował na uczelniach rzymskich - Gregorianum (1909 doktor filozofii, 1913 doktor teologii) i Pontificium Collegio Germanico-Ungarica, którego w latach 1914-1921 był pracownikiem naukowym, pełniąc m.in. funkcję prorektora (1915-1919). Pracował w szpitalach wojskowych dla jeńców włoskich w czasie I wojny światowej. Po przyjęciu 27 października 1912 święceń kapłańskich był m.in. członkiem personelu Domu Papieskiego.
W 1921 został powołany na profesora zwyczajnego Uniwersytetu Warszawskiego. Kierował Seminarium Archeologii i Sztuki Kościelnej (wśród jego studentów był m.in. Mieczysław Żywczyński i Antoni Liedtke). W 1931 Styger został członkiem korespondentem Towarzystwa Naukowego Warszawskiego. Prowadził wykłady na Uniwersytecie Warszawskim do 1934. Z profesury uniwersyteckiej zrezygnował na własne życzenie 28 lutego 1934, na pięć lat przed śmiercią. Nie wiadomo, jakie były powody tej decyzji. Być może wieloletnia choroba – gruźlica płuc. Zmarł po długim leczeniu szpitalnym mając 52 lata.
Zainteresowania naukowe ks. Stygera obejmowały historię katakumb wczesnochrześcijańskich oraz historię sztuki i architektury romańskiej. W czasie pracy na Uniwersytecie Warszawskim wielokrotnie odbywał podróże badawcze do Rzymu. Odkrył wiele katakumb rzymskich, badał grobowce apostolskie przy bazylice św. Sebastiana w Rzymie (przy Via Appia), przedstawił genezę katakumb św. Kaliksta i św. Priscilli. Był odkrywcą tzw. memoria apostolorum, z imionami św. Piotra i św. Pawła.

## Dorobek naukowy
Ogłosił ponad 20 prac naukowych, m.in.:
- Neue Untersuchungen ueber altchristliche Petrusdarstellungen (1913)
- La decorazione a fresco del XII secolo della chiesa di S. Giovanni "ante portam latinam" (1914)
- Gli Apostoli Pietro e Paolo ad Catacumbas sulla Via Appia (1915)
- Il Monumento Apostolico della Via Appia socondo gli ultimi Scavi della Basilica di San Sebastiano (1917)
- L'origine del cimitero di San Callisto sull'Appia (1926)
- Die altchristliche Grabeskunst (1927)
- L'origine del cimitero di Domitella (1927)
- Rotunda Świętych Feliksa i Adaukta na Wawelu. Mauzoleum z pierwszych czasów chrześcijaństwa w Polsce (1929)
- L'origine del cimitero di Priscilla sulla Via Salaria (1931)
- Die roemischen Katakomben (1932)
- Roemische Maertyrergrufte (1935)